# Cantando dietro i paraventi
Cantando dietro i paraventi is een Italiaanse dramafilm uit 2003 onder regie van Ermanno Olmi. Het scenario is gebaseerd op het korte verhaal La viuda Ching, pirata (1936) van de Argentijnse auteur Jorge Luis Borges.

## Verhaal
Weduwe Ching vaart met haar vloot over de zeven zeeën. Ze zaait overal dood en verderf, terwijl ze schepen entert. Wanneer ze moet strijden tegen de keizerlijke vloot, besluit ze een eind te maken aan dit schrikbewind.

## Rolverdeling
| Acteur                | Personage               |
| --------------------- | ----------------------- |
| Bud Spencer           | Oude kapitein           |
| Jun Ichikawa          | Weduwe Ching            |
| Sally Ming Zeo Ni     | Vertrouwelinge          |
| Camillo Grassi        | Nostromo                |
| Makoto Kobayashi      | Admiraal Ching          |
| Li Xiang Yang         | Opperadmiraal Kwo Lang  |
| Wen Li Guang          | Keizerlijke ambtsdrager |
| Chen Ruohao           | Keizerlijke gezant      |
| Davide Dragonetti     | Argeloze klant          |
| Alberto Capone        | Militaire klant         |
| Carlene Ko            | Mery Red                |
| Sultan Temir Omarov   | Admiraal Thin Kwei      |
| Bellini Zheng         | Kleine Guiady           |
| Gaowta Shara Azzolini | Piraat                  |
| Xuwu Chen             | Zoon des hemels         |